# Nazzareno Di Marco
Nazzareno Di Marco (Ascoli Piceno, 30 aprile 1985) è un discobolo italiano.
In carriera ha rappresentato l'Italia agli Europei di Berlino 2018 (suo esordio con la Nazionale assoluta) ed è stato finalista ai Mondiali juniores di Grosseto 2004, agli Europei under 23 di Debrecen 2007 ed agli Europei under 20 di Tampere 2003.

## Biografia
Inizia a praticare atletica leggera nel 2000 all’età di 15 anni (categoria Cadetti con l’ASA Ascoli Piceno; nel 2007 passa all’Atletica Vomano Gran Sasso e dal 2008 ha il doppio tesseramento con le Fiamme Oro.
Dal 2000 al 2005 ha vinto 8 titoli nazionali tra giovanili ed universitari: cadetti (‘00), allievi (‘01 e ‘02), giovanili agli invernali di lanci e juniores (‘03), under 20 (‘04), promesse agli invernali di lanci ed universitari (‘05).
Tra il 2005 ed il 2007 si è laureato per 5 volte vicecampione nazionale ai vari campionati: medaglia d’argento agli italiani promesse (‘05 e ‘06), agli invernali di lanci promesse (‘07) ed agli universitari (‘06 e ‘07); bronzo under 23 (‘07).
Nel 2001 prima disputa i Mondiali allievi a Debrecen in Ungheria non riuscendo però ad accedere alla finale; poi affronta il Festival olimpico della gioventù europea di Murcia (Spagna) finendo al quinto posto.
A dicembre del 2002 vince in Francia la medaglia di bronzo alle Gymnasiadi di Caen.
Nel luglio del 2003 in Finlandia a Tampere termina decimo agli Europei juniores.
Nel luglio del 2004 in Italia prende parte ai Mondiali juniores di Grosseto terminando all’11º posto.
A luglio del 2005 partecipa in Germania agli Europei under 23 di Erfurt dove però non riesce a qualificarsi per la finale.
Nel luglio del 2007 termina in ottava posizione agli Europei under 23 di Debrecen in Ungheria.
Il 19 maggio del 2016 a Tarquinia ha superato per la prima volta in carriera la fettuccia dei 60 metri, realizzandoli esatti; il 15 giugno nella stessa località ha superato i 61 metri (61,19 m).
Il 29 luglio del 2017 ad Ascoli Piceno ha sopravanzato i 62 metri (62,38 m).
Il 13 giugno del 2018 a Tarquinia ha riscritto il primato personale (superando per la prima volta i 63 metri), portandolo a 63,62 m e diventando così il decimo discolo italiano di sempre.
Il 7 agosto del 2018 in Germania a Berlino tra gli atleti esordienti con la maglia della Nazionale assoluta agli Europei, in virtù dei suoi 33 anni d’eta, è stato quello più esperto: a distanza di 11 anni dall’ultima maglia azzurra (finalista agli Europei under 23 di Debrecen 2007), ha disputato la fase di qualificazione del disco, restando però fuori dal gruppo dei finalisti.
Nell’arco del triennio 2016-‘17-‘18 è sempre andato a medaglia negli assoluti: nell’ordine, argento a Rieti ‘16 e bronzo sia a Trieste ‘17 che a Pescara ‘18.
Nell'inverno 2021 vince a Molfetta il suo primo titolo italiano assoluto a 36 anni in occasione dei campionati italiani invernali di lanci.
È titolato ai campionati italiani giovanili in tutte e quattro le categorie: cadetti (under 16), allievi (under 18), juniores (under 20) e promesse (under 23) ed anche ai nazionali universitari; considerate le medaglie vinte anche agli assoluti, è andato a medaglia nei campionati nazionali in tutte le varie categorie.
Oltre che essere il decimo discobolo italiano assoluto (63,62 metri), è anche presente nella top ten di tutte le liste italiane giovanili: ottavo promesse (59,34 m), terzo juniores disco 2 kg (55,70 m), settimo allievi nei tre diversi chilaggi dell’attrezzo (disco 2 kg - 47,67 m, disco 1,750 kg - 53,65 m, disco 1,5 kg - 58,15 m), decimo cadetti disco 1,5 kg (48,71 m).
Dal 2004 al 2018 ha praticamente sempre chiuso la stagione nella top ten italiana: secondo (2018, ‘16), terzo (2017), quarto (2014, ‘11), quinto (2015, ‘13, ‘12), sesto (2008, ‘06), settimo (2010, ‘07, ‘05), ottavo (2004).
Dal 2002 al 2018 con l’attrezzo da 2 kg (categoria assoluti/seniores) è passato da un record personale di 53,35 m (2002) all’attuale di 63,62 m (2018), per un miglioramento di 10,27 m.
Il suo allenatore è Armando De Vincentis.

## Progressione

### Lancio del disco
| Stagione | Misura  | Luogo                     | Data      | Rank. Mond. |
| -------- | ------- | ------------------------- | --------- | ----------- |
| 2021     | 64,68 m | Spoleto                   | 29-6-2021 |             |
| 2020     | 58,95 m | Castiglione della Pescaia | 26-7-2020 |             |
| 2019     | 64,93 m | Latina                    | 6-7-2019  |             |
| 2018     | 63,62 m | Tarquinia                 | 13-6-2018 |             |
| 2017     | 62,38 m | Ascoli Piceno             | 29-7-2017 |             |
| 2016     | 61,19 m | Tarquinia                 | 15-6-2016 |             |
| 2015     | 58,79 m | Ascoli Piceno             | 18-7-2015 |             |
| 2014     | 59,14 m | Padova                    | 2-10-2014 |             |
| 2013     | 58,05 m | San Benedetto             | 10-2-2013 |             |
| 2012     | 58,09 m | Ascoli Piceno             | 28-4-2012 |             |
| 2011     | 59,65 m | Firenze                   | 4-6-2011  |             |
| 2010     | 57,12 m | San Benedetto             | 7-3-2010  |             |
| 2009     | 55,78 m | Fermo                     | 31-1-2009 |             |
| 2008     | 57,09 m | Ostia Lido                | 14-9-2008 |             |
| 2007     | 56,92 m | Nereto                    | 31-7-2007 |             |
| 2006     | 59,34 m | Donnas                    | 18-6-2006 |             |
| 2005     | 56,47 m | Catania                   | 27-5-2005 |             |
| 2004     | 55,70 m | Macerata                  | 8-9-2004  |             |
| 2003     | 52,94 m | Gioia Tauro               | 15-2-2003 |             |
| 2002     | 53,35 m | Torino                    | 20-9-2002 |             |

## Palmarès
| Anno | Manifestazione          | Sede     | Evento           | Risultato | Prestazione | Note  |
| ---- | ----------------------- | -------- | ---------------- | --------- | ----------- | ----- |
| 2001 | Mondiali U18            | Debrecen | Lancio del disco | 18º (q)   | 51,06 m     | [ 4 ] |
| 2003 | Europei U20             | Tampere  | Lancio del disco | 10º       | 53,33 m     | [ 5 ] |
| 2004 | Mondiali U20            | Grosseto | Lancio del disco | 11º       | 52,70 m     | [ 6 ] |
| 2005 | Europei U23             | Erfurt   | Lancio del disco | 18º (q)   | 50,84 m     | [ 7 ] |
| 2007 | Europei U23             | Debrecen | Lancio del disco | 8º        | 54,45 m     | [ 8 ] |
| 2018 | Europei                 | Berlino  | Lancio del disco | 23º (q)   | 57,49 m     | [ 9 ] |
| 2022 | Giochi del Mediterraneo | Orano    | Lancio del disco | 6º        | 59,52 m     |       |

## Campionati nazionali
- 2 volte campione italiano invernale nel lancio del disco (2021, 2022)
- 1 volta campione nazionale universitario del lancio del disco (2005)
- 1 volta campione nazionale promesse invernale del lancio del disco (2005)
- 1 volta campione nazionale giovanile invernale del lancio del disco (2003)
- 2 volte campione nazionale juniores del lancio del disco (2003, 2004)
- 2 volte campione nazionale allievi del lancio del disco (2001, 2002)
- 1 volta campione nazionale invernale assoluto del lancio del disco (2021)

2001
- Oro ai campionati italiani allievi (Fano), lancio del disco - 45,98 m[10]

2002
- Oro ai campionati italiani allievi (Torino), lancio del disco - 53,35 m [11]

2003
- Oro ai campionati italiani invernali di lanci (Gioia Tauro), lancio del disco - 52,94 m (giovanili) [12]
- Oro ai campionati italiani juniores (Grosseto), lancio del disco - 51,26 m[13]
- 13º ai campionati italiani assoluti (Rieti) lancio del disco - 47,75 m[14]

2004
- Oro ai campionati italiani juniores (Rieti), lancio del disco[15]

2005
- Oro ai campionati italiani invernali di lanci (Vigna di Valle), lancio del disco - 49,95 m (promesse)[16]
- Oro ai campionati nazionali universitari (Catania), lancio del disco - 56,47 m [17]
- Argento ai campionati italiani promesse (Grosseto), lancio del disco - 56,20 m[18]
- 6º ai campionati italiani assoluti (Bressanone), lancio del disco - 54,39 m[18]

2006
- 6º ai campionati italiani invernali di lanci (Ascoli Piceno), lancio del disco - 50,44 m (assoluti)[19]
- Argento ai campionati italiani invernali di lanci (Ascoli Piceno), lancio del disco - 50,44 m (promesse)[20]
- Argento ai campionati nazionali universitari (Desenzano del Garda), lancio del disco - 55,63 m[21]
- 6º ai campionati italiani assoluti (Torino), lancio del disco - 54,12 m[22]
- Argento ai campionati italiani promesse (Rieti), lancio del disco - 52,35 m[23]

2007
- Argento ai campionati nazionali universitari (Jesolo), lancio del disco - 52,25 m[24]
- Bronzo ai campionati italiani promesse (Bressanone), lancio del disco - 52,90 m[25]
- 7º ai campionati italiani assoluti (Padova), lancio del disco - 54,14 m[26]

2008
- 10º ai campionati italiani invernali di lanci (San Benedetto del Tronto), lancio del disco - 49,95 m[27]
- 4º ai campionati nazionali universitari (Pisa), lancio del disco - 53,40 m[28]
- 6º ai campionati italiani assoluti (Cagliari), lancio del disco - 55,44 m[29]

2009
- 5º ai campionati italiani invernali di lanci (Bari), lancio del disco - 55,12 m[30]

2010
- 4º ai campionati italiani invernali di lanci (San Benedetto del Tronto), lancio del disco - 57,12 m [31]
- 8º ai campionati italiani assoluti (Grosseto), lancio del disco - 53,41 m[32]

2011
- 5º ai campionati italiani invernali di lanci (Viterbo), lancio del disco - 54,76 m[33]
- 6º ai campionati italiani assoluti (Torino), lancio del disco - 56,84 m[34]

2012
- 6º ai campionati italiani assoluti (Bressanone), lancio del disco - 53,39 m[35]

2013
- 5º ai campionati italiani invernali di lanci (Lucca), lancio del disco - 53,82 m[36]
- 5º ai campionati italiani assoluti (Milano), lancio del disco - 57,05 m[37]

2014
- In finale ai campionati italiani assoluti (Rovereto), lancio del disco - nm[38]

2015
- 5º ai campionati italiani invernali di lanci (Lucca), lancio del disco - 54,97 m[39]
- 4º ai campionati italiani assoluti (Torino), lancio del disco - 56,49 m[40]

2016
- Argento ai campionati italiani assoluti (Rieti), lancio del disco - 57,73 m[41]

2017
- 4º ai campionati italiani invernali di lanci (Rieti), lancio del disco - 53,54 m[42]
- Bronzo ai campionati italiani assoluti (Trieste), lancio del disco - 58,01 m[43]

2018
- 4º ai Campionati italiani invernali di lanci (Rieti), lancio del disco - 55,49 m[44]
- Bronzo ai campionati italiani assoluti (Pescara), lancio del disco - 58,72 m[45]

2019
- Argento ai Campionati italiani invernali di lanci (Lucca), lancio del disco - 59,36 m
- Argento ai campionati italiani assoluti (Bressanone), lancio del disco - 57,93 m

2020
- Argento ai campionati italiani assoluti (Padova), lancio del disco - 58,81 m

2021
- Oro ai Campionati italiani invernali di lanci (Molfetta), lancio del disco - 59,08 m
- Argento ai campionati italiani assoluti (Rovereto), lancio del disco - 58,65 m

2022
- Oro ai Campionati italiani invernali di lanci (Molfetta), lancio del disco - 59,10 m

2023
- 4º ai Campionati italiani invernali di lanci (Molfetta), lancio del disco - 55,08 m

## Altre competizioni internazionali
2001
- 5º al Festival olimpico della gioventù europea ( Murcia), lancio del disco[3]

2002
- Bronzo alle Gymnasiadi ( Caen), lancio del disco - 54,66 m[46]
- Argento nell'incontro internazionale U20 di lanci lunghi Italia-Spagna-Gran Bretagna ( Gorizia), lancio del disco - 53,65 m[47]

2003
- Oro nell'incontro internazionale U20 di lanci lunghi ( Nove), lancio del disco - 54,42 m[5]

2004
- Bronzo nell'incontro internazionale U20 di lanci lunghi ( Isernia), lancio del disco - 55,58 m[6]